# Полярная звезда (алмаз)
«Поля́рная звезда́» — один из знаменитых алмазов, крупный алмаз, масса около 40 карат (8 грамм). Бесцветен, огранка круглая, бриллиантовая. Судьба алмаза с 1980 года неизвестна.

## История
Был найден в конце XVIII века в Индии, предположительно в россыпи на реке Кришна.
Оттуда он попал во Францию. Числился в списке драгоценностей французской короны, составленном в 1859 году.
По одной из версий Жозеф Бонапарт приобрёл алмаз у Мортона за 52,5 тысячи франков, а после поражения своего брата Наполеона Бонапарта в 1815 году продал его.
Согласно альтернативной версии, из сокровищницы французской короны алмаз был перекуплен леди Детердинг, у которой его приобрела княгиня Татьяна Юсупова. Алмаз был в семье Юсуповых до Февральской революции 1917 года, когда князь Юсупов, бежавший от революционных волнений в Париж, продал алмаз фирме «Картье» в период между 1922 и 1925 годами.
В 1980 году «Картье» продала алмаз на женевском аукционе «Кристи» за 5 086 705 долларов США. Дальнейшая история алмаза неизвестна.
При этом в апреле 2008 года на аукцион «Кристи» в Нью-Йорке был выставлен алмаз, который продавец акцентированно сравнивал в описании именно с «Полярной звездой», но вес этого алмаза составлял 39,34 карата (хотя допускается, что алмаз мог быть переогранён); кроме того, были и другие расхождения с описанием «Полярной звезды». «Двойник» в итоге был приобретён на том аукционе за 6,873 миллиона долларов США.